# Зваричевська Мирослава Василівна

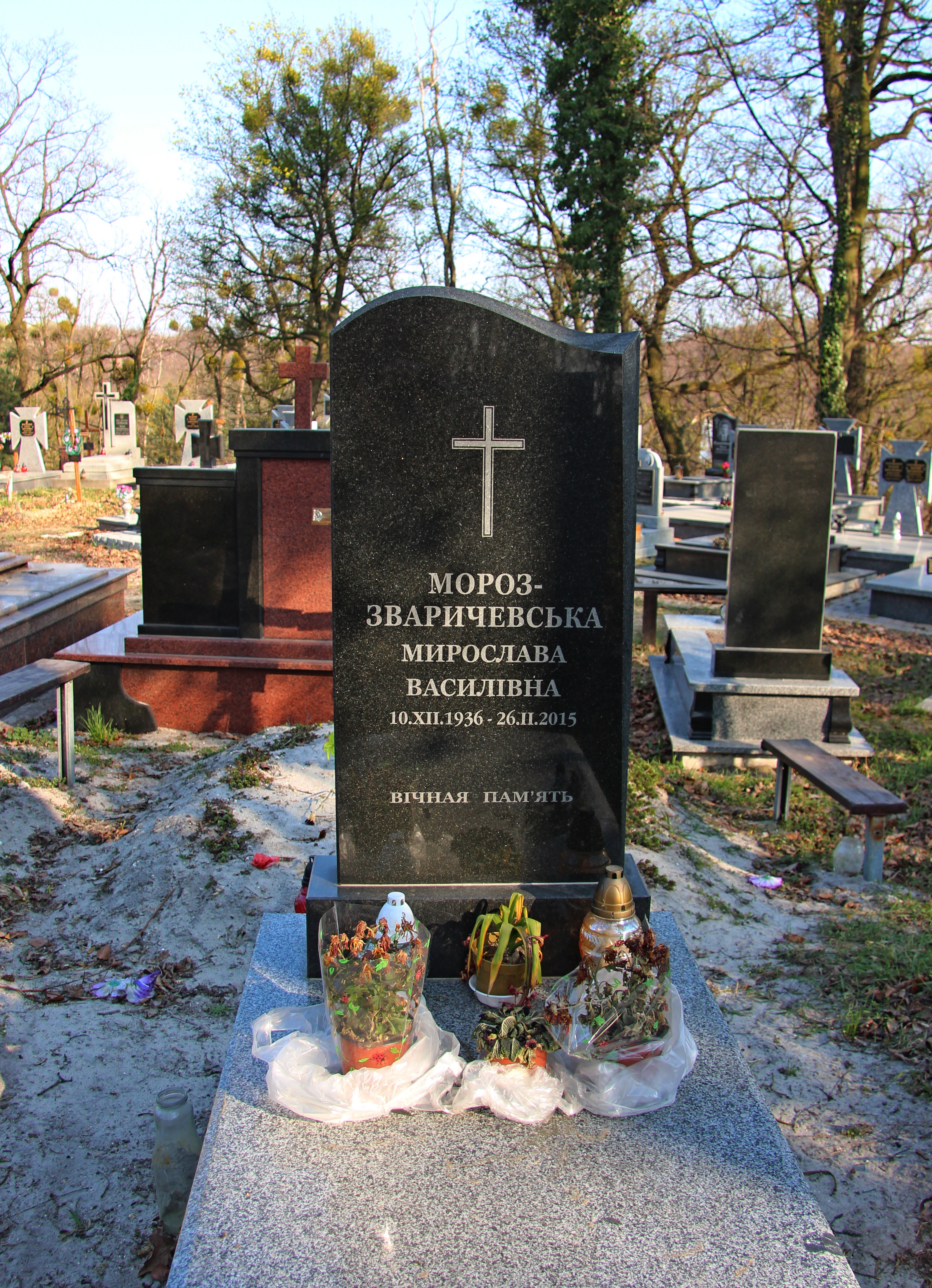
Могила Мирослави Зваричевської на 37 полі Личаківського цвинтаря

Мирослава Василівна Мороз, у шлюбі Зваричевська (10 грудня 1936, Трибухівці — 26 лютого 2015, Львів) — українська філологиня, педагогиня, громадська діячка, дисидентка-шістдесятниця та політична ув'язнена часів СРСР (1965–1966). Заслужений вчитель України (1992), співзасновниця Союзу українок. Багато працювала над розробкою та впроваженням у практику прогресивних методів педагогіки, концепції національної освіти, повертала забуті імена української педагогіки (Софії Русової, Григорія Ващенка). Авторка літературознавчих та педагогічних статей, новаторських підручників з української літератури, визнаних фахівцями, за якими працювали у різних регіонах України. Була організаторкою та учасницею багатьох науково-практичних конференцій, круглих столів, тематичних читань. Була дуже активною громадською діячкою, промоторкою багатьох суспільнозначимих ініціатив, зробила значний внесок у формування демократичного суспільства, у розвиток суспільно-педагогічної думки. Племінниця та похресниця літературознавця, перекладача та бібліографа Дмитра Бучинського.

## Життєпис
Походила з освіченої заможної родини. Мати, Йоси́фа Григорівна (1903—1983) з роду Бучинських, батько якої був війтом і дуже авторитетною людиною, братом був Дмитро Бучинський. Спільно з братом заснувала місцеву «Просвіту», товариство «Рідна школа», грала у театрі, активно працювала в Союзі українок. Батько (1899—27.01.1972), одружившись, поїхав до Канади, освоював прерії, зробив значний внесок у розвиток країни, став її громадянином. Повернувся у 1936 році зі зворотними квитками для себе і дружини, але вона не погодилася. За совітів її родина зазнала тотального «розкуркулення» і переслідувань, перебувала у постійному очікуванні на вивезення у Сибір. Лише завдяки чуду і допомозі батькового приятеля залишилась, хоча була позбавлена, маючи чотирьох дітей, засобів існування. Мирослава мала трьох сестер: Зеновію-Марію, Наталію, які також присвятили своє життя педагогічній діяльності, та Стефанію, що рано померла.

## Діяльність
Була особливо обдарованою до навчання: пішла до школи з п'яти років. У 1956 році з відзнакою завершила Чортківське педагогічне училище. У 1956–1961 роках блискуче навчалася на філологічному факультеті Львівського університету. В складі студентського загону їздила освоювати цілинні землі у Казахстан. Звідти надійшли «сигнали» про те, що вона «вела націоналістичну пропаганду». Мала яскраві організаторські здібності. Була старостою факультету, працюючи у секції культури, організувала хор факультету. Приятелювала з однокурсницями — колишніми політув'язненими Галиною Сокіл та Ольгою Мацелюх (майбутня дружина Михайла Гориня). Коли їх 1957 року виключали з університету, ходила з друзями до ректора Євгена Лазаренка захищати їх.
У 1962–1965 роках працювала у відділі бібліографії бібліотеки Львівського Національного Університету, який тоді очолював її вуйко, письменник Теодор Микитин. Згодом була літкоректоркою і редакторкою газет «Вільна Україна» та «Ленінська молодь», літературною редакторкою відділу публікацій Львівського обласного архіву. Розпочала діяльність в літературній критиці, зокрема, досліджувала творчість Бориса Антоненка-Давидовича, який високо оцінював її талант, пророкуючи велике майбутнє. Вела тривале листування з ним.  
Належала до перших шістдесятників. У 1964 році, під час святкування 150-ліття з дня народження Т. Шевченка, за дорученням М. Гориня перевезла добірку самвидаву до Києва, звідки ці матеріали пішли за кордон. Постійно одержувала від Михайла Гориня та Ігоря Калинця літературу самвидаву в машинописах і фотокопіях, давала її читати друзям (статті «З приводу процесу над Погружальським», «Класова та національна боротьба на сучасному етапі розвитку людства», «Сучасний імперіалізм», передмова до книжки «Панорама сучасної української літератури», книжка «Вивід прав України», виступ Івана Дзюби на вечорі пам'яті Василя Симоненка та ін.).
24 серпня 1965 року заарештована у Львові; під час обшуку в її помешканні функціонери КДБ вилучили 5 примірників статей «З приводу процесу над Погружальським», «„Радянізація“ Павла Тичини», Івана Кошелівця, «Відповідь матері В. Симоненка — Щербань Г. Ф.», вірші Василя Симоненка. Щодо неї застосовували тортури на допитах, б'ючи джгутами по нирках, змушували до зізнань, що спричинило згодом до тяжкого захворювання нирок, утримували у вологому неопалюваному карцері тюрми на Лонського навіть взимку, відмовляли у побаченнях із рідними. Звинувачена у проведенні «антирадянської агітації і пропаганди» за ст. 62 ч. 1 КК УРСР в одній справі із братами Горинями та Михайлом Осадчим.
|  | «ВИРОК Ім'ям Української Радянської Соціалістичної республіки 1966 року квітня 18 дня Судова колегія в кримінальних справах Львівського обласного суду в складі: головуючого Рудика С. І. народних засідателів: Пашука А. Й., Печенко Е. С. при секретарі Юрко А. О. з участю прокурора Антоненко Б. Т., адвокатів Коваль Я. Т., Малік М. С., Гребенюка Б. І., Савули Ю. М. Розглянула у закритому судовому засіданні в місті Львові справу про обвинувачення…Зваричевську Мирославу Василівну, жительку м. Львова, українку, безпартійну, не судиму, з вищою освітою, не одружену, до арешту працювала архіваріусом Львівського державного обласного архіву, громадянку СРСР, під вартою з 24 серпня 1965 р. — в злочинах, передбачених ст. 62 ч. 1 КК УРСР; Підсудна Зваричевська, перебуваючи в дружніх взаємовідносинах з братами Горинями Михайлом та Богданом і поділяючи їх антирадянську націоналістичну діяльність, знайомилась на квартирі Гориня Михайла з антирадянською літературою і з початку 1965 року до арешту проводила ворожу націоналістичну пропаганду шляхом поширення літератури, яка за змістом є наклепницькою і порочить радянський державний і суспільний лад. Зваричевська ознайомила з антирадянським документом «З приводу процесу над Погружальським» свідків Калинця, Дмитерко, Дзьобан, передала надрукований текст цього документа Гелю, Заставецькому, Бесарабу, останньому передала і видану за кордоном „Панораму найновішої літератури в УРСР“ та ознайомила його з антирадянським документом „Відповідь матері В. Симоненка — Щербань“. Заарештована одержала від Калинця декілька екземплярів «З приводу процесу над Погружальським» та від Горинь Михайла статті антирадянського змісту «Сучасний імперіалізм», «Класова та національна боротьба на сучасному етапі розвитку людства», «Відповідь матері В. Симоненка — Щербань» і з метою їх розповсюдження відвезла в липні місяці 1965 року інструкторам туристичного табору «Полонина» гр. Заставнецькому, в серпні місяці 1965 року передала працівнику обласної бібліотеки Мандюку «З приводу процесу над Погружальським», „«Відповідь матері В. Симоненка — Щербань Г. Ф.», „Класова та національна боротьба на сучасному етапі розвитку людства“. На квартирі Зваричевської органами слідства вилучені 5 екземплярів антирадянських націоналістичних документів «З приводу процесу над Погружальським», «Радянізація П. Тичини», «Відповідь матері В. Симоненка — Щербань», які були приготовлені для розповсюдження. Допитана по суті пред'явленого обвинувачення підсудна Зваричевська повністю визнала себе винною в скоєнні перелічених злочинів, вина Зваричевської стверджується також вилученням націоналістичної літератури на квартирі та обласній бібліотеці, показами підсудних Горинів Михайла та Богдана, свідків Заставецького, Калинця та іншими матеріалами кримінальної справи». |

За порадою приятельки Ольги Мацелюх-Горинь, яка там працювала, влаштувалася вчителькою середньої школи № 31 м. Львова. Восени 1969 року разом з іншими колишніми політв'язнями підписала заяву на ім'я голови ВР УРСР Олександра Ляшка та прокурора УРСР Ф. Глуха «Знову „камерні“ справи?» — проти повторних засуджень політв'язнів  С. Караванського, С. Бедрила, В. Ривака, що тоді готувалися. У 1971 році на зборах учителів Радянського району м. Львова Зваричевську й Ольгу Горинь оголосили «націоналістками». На допитах у справах 1972 року (після арештів української інтелігенції) заперечувала, що одержувала самвидав від Ігоря Калинця.
Перебуваючи під постійним наглядом КДБ, усе ж організовувала тематичні літературні вечори, зустрічі з письменниками, у своїй педагогічній діяльності намагалася виховувати українських патріотів та людей зі стійкими моральними засадами. Наприклад, її підопічні піонерські загони носили імена Олеся Гончара, Олександра Довженка. Вела дитячу літературно-мистецьку студію «Тронка», що була у тісному контакті з Олесем Гончарем. Виховала плеяду талановитих діячів культури, серед який Володимир Кучинський, Лариса Курилич (Довга), брати Гуменюки, Назар Федорак і багато інших.
У червні 1988 року брала участь в установчих зборах Товариства української мови (ТУМ) у Львові, очолила комісію з питань освіти ТУМ Львівщини, була організаторкою лекторію, активною учасницею «Рідної школи», співзасновницею Педагогічного товариства імені Гр. Ващенка, товариства «Просвіти», «Союзу українок». Разом із Ольгою Горинь на початку 1990-х створили Українську Християнську партію жінок, якої була співголовою. Була активною організаторкою та учасницею громадських подій, завжди відзначалась твердою принциповою позицією.
У 1989 році організувала конференцію, присвячену Б. Антоненку-Давидовичу, що в умовах існуючого ще режиму дала поштовх для національного пробудження. Підготувала конференцію «Національна школа, учитель, громадськість», де 3 грудня 1989 року виголосила свою (першу в Україні) концепцію національної школи.
1990 року обрана депутаткою Львівської міської ради першого демократичного скликання. 
З вересня 1990 року працювала віцедиректоркою Інституту післядипломної педагогічної освіти Львівської області (була також доцентом кафедри гуманітарної освіти, завідувачкою кабінету). Постановою пленуму Верховного Суду УРСР від 7 грудня 1990 вирок у справі М. та Б. Горинів, М. Осадчого та Зваричевської скасовано, справу закрито «за відсутністю складу злочину».
Впродовж 1992—1995 років паралельно працювала також в авторській українознавчій школі Марії Чумарної.
Померла 26 лютого 2015 року у віці 78 років у Львові. Була похована 28 лютого на 37 полі Личаківського цвинтаря.